# Gerald Wallace
Gerald Jermaine Wallace (nascut el 23 de juliol de 1982 a Sylacauga, Alabama) és un jugador professional de bàsquet que milita en les files dels Brooklyn Nets de l'NBA.

## Carrera

### Universitat
Després de graduar-se en l'institut en 2000, on va ser nomenat "Mr. Basketball" d'Alabama i va ser capaç d'anotar 59 punts en un partit, Wallace va assistir a la Universitat d'Alabama. Després del seu primer any, va ser nomenat en el millor quintet de freshman de la seva conferència. En el seu únic any en la universitat va fer una mitjana de 9,8 punts, 6 rebots i 1,5 assistències per partit.

### NBA
Va ser triat per Sacramento Kings en la 25a posició del Draft de l'NBA de 2001, on va passar tres anys jugant molt poc. El 2004, Charlotte Bobcats el va seleccionar en el draft d'expansió, i va liderar l'equip des del principi, en què va fer una mitjana d'11,1 punts, 5.5 rebots i 2 assistències en la seva primera temporada. En la seva segona campanya en els Bobcats, va aconseguir una mitjana de 2 taps i 2 robades, cosa que tan sols havia aconseguit David Robinson i Hakeem Olajuwon en la història de l'NBA.
Jugador energètic i gran defensor, és conegut a més per la seva vulnerabilitat davant les lesions, que el van obligar a perdre's 39 partits en els seus dos primers anys en Charlotte. La temporada 2006-07 ha fet una mitjana de 18,1 punts, 7,2 rebots, 2,6 assistències i 2 robatoris de pilota.